# Občina Sežana
Občina Sežana s središčem v Sežani je del Obalno-kraške regije in meri 217 km2, kar jo uvršča med večje občine v Sloveniji. Konec leta 2020 sta v občini prebivala 13.702 prebivalca, od tega 6.967 moških in 6.735 žensk.
Občina Sežana meji na Občino Komen na severu, Vipavo na severovzhodu in Divačo na vzhodu; v zelo majhni meri na jugu meji tudi na Občino Hrpelje - Kozina. Zahodna meje občine Sežana pa je hkrati tudi državna meje med Slovenijo in Italijo, na kateri leži tudi več mejnih prehodov - med njimi je največji in najbolj poznan mejni prehod Fernetiči.

## Naselja v občini
Občina se deli na 12 krajevnih skupnosti: KS Avber, Dane pri Sežani, Dutovlje, Kazlje, Lokev, Pliskovica, Povir, Sežana, Štjak, Štorje, Tomaj in Vrabče.
Znotraj teh krajevnih skupnosti ležijo naselja Avber, Dobravlje, Ponikve, Gradnje in Raša, Dane pri Sežani, Dutovlje, Godnje, Kreplje, Skopo, Kopriva, Brje pri Koprivi in Krajna vas, Kazlje, Lokev in Prelože pri Lokvi, Pliskovica, Kosovelje, Veliki dol, Tublje pri Komnu in Kregolišče, Povir, Brestovica pri Povirju, Plešivica, Gorenje pri Divači in Žirje, Voglje, Dol pri Vogljah, Vrhovlje, Lipica, Šmarje pri Sežani, Merče in Orlek, Štjak, Krtinovica, Ravnje, Selo, Gradišče pri Štjaku, Poljane pri Štjaku, Bogo, Hribi, Pristava, Mahniči, Nova vas in Dolenje, Štorje, Majcni, Podbreže in Senadolice, Tomaj, Križ, Šepulje, Utovlje, Filipčje Brdo in Grahovo Brdo, Vrabče, Jakovce, Tabor, Veliko polje, Sela, Stomaž, Razguri in Griže.

## Nastanek Sežane in izvor imena
Začetek obstoja naselbine Sežana ni povsem jasen.
Sežana je prvič omenjena v listini iz leta 1086, kjer je zapisano, da je oglejski patriarh v Rožacu postavil cerkve in ustanovil samostan. Patriarhov brat Henrik je samostanu podaril več posesti, med katerimi je bila tudi Sežana in drugi kraji, ki spadajo pod trenutno občno (Žirje, Merče, Dane, Križ, Dobravlje itd.). Sežani že od nekdaj omogoča razvoj njena lega. Sprva je bila v neposredni bližini rimske poti, predstavljala je pot od Trsta v notranjost dežele. Skozi Sežano je tekla cesarska, potem poimenovana tudi jamborska cesta, ker so po njej vozili jambore za ladje.
Leta 1364 je Sežana pripadla goriškim grofom, z njihovim izumrtjem pa Habsburžanom. Sežana je v začetku 18. stoletja s prihodom grofa Petača (Švarceneška ali završniška gospoščina) postala upravno sodišče. Rodbina se je v Sežani ohranila vse do 1817, v obdobju Napoleonovih osvajanj pa je tudi Sežana postala del Ilirskih provinc.
Glede na ustno izročilo je lahko dobila ime:
- po sveti Suzani (posvečen ji je bil eden od oltarjev v stari cerkvi, zgrajeni leta 1509); kot Susana je bilo mesto označeno tudi na zemljevidu Gerharda Mercatorja iz leta 1589).
- Sežgana vas (po prvotnem naselju za hribom Tabor, ki naj bi bilo požgano). V prvotnem naselju so najdene antične najdbe (verjetno je šlo za manjšo obcestno postojanko rimske dobe).
- obstajajo še druge domneve o izvoru imena mesta. Verjetno pa je naselbina obstajala že pred Rimljani, saj so v bližini našli ostanke gradišča iz prazgodovinske dobe.[5]

## Občina Sežana v Avstro-Ogrski in Kraljevini SHS/Jugoslaviji
Med leti 1818 in 1848 je kraj Sežana spadal pod Goriško. Leta 1848 so se razmere zaradi Marčne revolucije spremenile – ustanovljeni so sodni in politični okraji. Tudi zatem (od 1950) je Sežana še naprej spadala pod Goriško, v njej pa je bil tudi sedež okrajnega glavarstva. Sežana je bila tudi sodni okraj, pod katerega so spadale občine/ županstva Avber, Dutovlje, Kopriva, Naklo, Rodik, Sežana, Skopo, Štjak, Tomaj in Zgonik. Leta 1867 se pridruži še Veliki Repen, leta 1882 pa še Lokev, Štorje in Povir. Sežana je kot okraj skrbela za številna dovoljenja, za izkoriščanje kamnolomov, pomožnih stavb in drugih objektov, za hrambo in uporabo streliva ipd. Ta ureditev je trajala vse do leta 1918.
Ozemlje Sežane je po prvi svetovni vojni pripadlo Italiji (z Londonskim sporazumom), ozemlje je Italija zasedla 3.11.1918. Italijanska oblast je občine oblikovala po svoje. Sežanska občina je postala dokaj majhna in imela je manj pristojnosti kot prej. Spadala je pod Tržaško provinco, sestavljeno iz 30 majhnih občin (ena od njih je bila Sežana). Leta 1922 je bila določena nova upravna ureditev za Julijsko krajino. Pod občino Sežana so takrat spadali kraji Sežana, Orlek, Šmarje, Dane, Merče, Žirje, Povir, Brestovica, Štorje, Kazlje in Gorenje. Taka ureditev je obstala vse do konca druge svetovne vojne.

## Lokalna samouprava v SFRJ in FLRJ
Po drugi svetovni vojni se je stanje spremenilo. Ozemlje Primorske se je razdelilo na dva dela – Tržaško in Goriško okrožje. Sežana in ozemlje okrog nje je spadalo pod Tržaško okrožje.[15] Kmalu zatem se je okrožje razdelilo na cono A in B in se preimenovalo v Svobodno tržaško ozemlje. Večina ozemlja Sežanskega okraja je takrat pripadla coni A.[16] S pariško mirovno pogodbo je bil Sežanski okraj spet združen in je pripadel FLRJ, pri čemer je bil okraj Sežana ustanovljen že pred dejansko priključitvijo Jugoslaviji. Okraj so sestavljali Sežana, Komen, Hrpelje - Kozina in del okraja Koper. Sedež okraja je bil do odhoda zavezniške vojske v Hrpeljah, potem pa se je preselil v Sežano. Okraj Sežana je od leta 1949 spadal pod Primorsko oblast z začasnim sedežem v Postojni.
Leta 1951 je bila Sežana vključena v predlog občin in sicer kot okraj (imela je 25 852 prebivalcev, 39 KLO-jev, 11 občin in 63 102ha). Naslednje leto so bili KLO-ji ukinjeni, ustanovljene pa so bile občine (večje od prejšnjih).[20] Okraj Sežana je imel 13 občin, del katerih je bila tudi Sežana.
28. junija 1955 je bil sprejet nov zakon, s katerim je v Sloveniji nastalo 11 okrajev. Eden od njih je bil tudi Koprski, del katerega je postala Sežana; ob tem je bil sežanski okraj ukinjen. Do leta 1960 se je število občin zmanjšalo (občina Divača se je takrat priključila občini Sežana).
Leta 1964 je ponovno prišlo do sprememb – Koprskemu okraju se je pridružil še Goriški, zato je ponovno nastalo več občin. Hkrati pa se je zmanjšalo število prejšnjih občin (tudi Hrpelje se priključijo občini Sežana). Na tak način se je občina Sežana med leti 1959 in 1963 postopoma večala. Vključevala je bivše občine Sežana, Senožeče, Dutovlje, Štanjel, Komen, Vreme, Divača, Hrpelje - Kozina. Njena površina je presegala 701 km², danes za primerjavo 217 km².
Leta 1974 so postale obvezne krajevne skupnosti. V občini Sežana začne delovati 34 krajevnih skupnosti: Artviže, Avber, Barka, Brestovica, Dane, Divača, Dutovlje, Gorjansko, Gradišče, Hrpelje, Kazlje, Komen, Lokev, Materija, Misliče, Obrov, Ocizla, Pliskovica, Podgorje, Povir, Presnica, Rakitovec, Rodik, Senožeče, Sežana, Slivje, Štanjel, Štjak, Štorje, Tatre, Tomaj, Vrabče, Vreme in Zazid; Ozemlje občine je ostalo enako vse do 1995.

## Občina Sežana danes
Po osamosvojitvi Slovenije so iz občine Sežana nastale občine Sežana, Komen, Hrpelje – Kozina in Divača, vendar še vedno njeno prejšnje ozemlje obsega območje sedanje upravne enote Sežana.

### Vzgoja in izobraževanje

#### Vrtec
V občini deluje 6 enot matičnega vrtca (dva imata lokacijo v Sežani, ostali pa so v Tomaju, Lokvi, Povirju in Dutovljah).

#### Osnovna šola
Najstarejša je osnovna šola Srečka Kosovela, ki pa se v različnih obdobjih pojavlja z različnimi imeni. Prve omembe šole izhajajo iz leta 1826. 1861 je v Sežani delovala trivialka. V tistih letih je šola v Sežani imela skupno 118 učencev. Prvo šolsko poslopje je bilo odprto leta 1893 (štirirazredna šola) in je bilo za tiste čase zelo razkošno. V času italijanske oblasti se je šola imenovala Osnovna šola kraljice Margarite. Po vojni je bilo število učencev med 118 in 174. Upoštevati pa moramo, da je takrat imela večina manjših krajev svoje podružnice (zato število učencev ni tako veliko). V šolskem letu 1957/58 je šola postala osemletna in je v letih od 1957/58 pa do 1977 imela od 406 do 767 učencev ter 21 učiteljev. Novo poslopje so zgradili 1971/72 in šolo poimenovali po Srečku Kosovelu. Šola je bila v naslednjih letih večkrat prenovljena, dodali in izboljšali so igrišča, telovadnico itd. Šola je zaradi prostorske stiske dve generaciji učencev (4. in 5. razred preselila na Ljudsko univerzo). Trenutno šolo obiskuje 894 učencev, ki so razporejeni v 39 oddelkov.
Druga osnovna šola je v Dutovljah s podružnico. Matično šolo obiskuje 222 učencev, podružnico pa 43 učencev.

#### Šolski center Srečka Kosovela
Leta 1949 je bila ustanovljena nižja gimnazija, kasneje pa je deloval tudi del višje gimnazije. V sklopu gimnazije je deloval tudi dijaški dom. Leta 1973 je bil odprt prvi oddelek srednje šole v Sežani (oddelek za RTV mehanike), leta 1975 začneta z delom tudi gimnazijski oddelek in oddelek ekonomske šole. Leta 1980 šola dobi nove prostore. Trenutno v sklopu šolskega centra Srečka Kosovela delujejo programi: gimnazija, aranžerski in ekonomski tehnik.
V zadnjih letih je bila v sklopu šolskega centra oprta tudi višja strokovna šola s programoma Kamen (oblikovanje materialov) in fotografija.

#### Glasbena šola
Od leta 1951 v različnih oblikah deluje Glasbena šola, v letu 2018/19 je GŠ v Sežani lahko obiskovalo skupno 161 učencev (obiskovali so lahko 14 programov).

#### Ljudska univerza
Za izobraževanje odraslih že od leta 1944 skrbi Ljudska univerza. Ta ima prostore v stari osnovni šoli. Omogoča pa pridobitev izobrazbe za srednje poklicno izobraževanje (trgovec, administrator, bolničar, gastronom-hotelir), srednje strokovno izobraževanje (ekonomski tehnik, gastronomija in turizem, predšolska vzgoja), poklicno tehniško izobraževanje (ekonomski tehnik in strojni tehnik) ter poklicni tečaj iz predšolske vzgoje. Organizirajo tudi jezikovne tečaje iz angleščine, italijanščine, nemščine, španščine, francoščine, ruščine… Poleg tega organizirajo še različna usposabljanja (voznik viličarja, upravljavec dvigal, pomočnik kuharja, natakarja, voditelj čolna, knjigovodska dela, računalništvo…). Skrbijo tudi za prosti čas, pri tem se približajo tudi starostnikom (vrtnarska delavnica, kuharska delavnica, zeliščarske delavnice, tapkanje…).

#### Zdravstvene ustanove
Na začetku druge svetovne vojne so v Sežani zgradili bolnišnico, ki deluje še danes. Njen namen se je skozi leta spremeni; renutno je namenjenta podaljšanemu bolnišničnemu zdravljenju in rehabilitaciji ter specialističnim ambulantam (pulmološka, alergološka, rentgen, ...). V sklopu zdravstva deluje tudi zdravstveni dom s splošnimi, zobozdravstvenimi in drugimi ambulantami.
V Sežani deluje tudi dom ostarelih, ki ima prostor za 189 stanovalcev.

#### Druge ustanove
Pomembnejše ustanove v občini Sežana so še:
- sodišče, ki v Sežani deluje že od časov grofa Petača (od 18. stoletja), novo poslopje je bilo zgrajeno leta 1893.
- v sklopu podjetništva deluje več ustanov – Podjetniški inkubator, PIC Sežana, visokošolsko in višješolsko središče. Večja podjetja so Mitol, Jadran, Vinakras, Win sistems, Marmor…
- v sklopu sociale v Sežani delujejo Center za socialno delo, Rdeči križ in Karitas.
- komunalne storitve (odpadki, upravljanje pokopališč) opravlja podjetje Komunala Sežana. Vodo in vodovod upravlja Kraški vodovod

Poleg naštetega deluje tudi nekaj hotelov, več gostinskih obratov, knjižnica, več bank in zavarovalnic, kulturni dom, pošta, policijska postaja, poklicni gasilci itd.
Vrtec Sežana: Nekaj več o vrtcu.  (Dostop: december 2020).
Skrinjar, Sežana, 100 in 187; Osnovna šola Srečka Kosovela Sežana: informator. https://osskse.splet.arnes.si/informator-2020-2021/ (Dostop: december 2020).
Osnovna šola Dutovlje: št. Učencev, oddelkov. https://www.os-dutovlje.si/prva-stran/o-soli/st-ucencev-oddelkov/ (Dostop: december 2020).
Skrinjar, Sežana, 188, 189; Šolski center Srečna Kosovela Sežana. https://scsks.splet.arnes.si/# (Dostop: december 2020).
Šolski center Srečka Kosovela Sežana, Višja strokovna šola: Predstavitev programov. https://www.vss-sezana.si/?page_id=167 (Dostop: december 2020).
Skrinjar, Sežana, 190; Glasbena šola Sežana: Informator. http://www.gssezana.net/pdf/glasbena_informator_2018-19.pdf (Dostop: december 2020).
Skrinjar, Sežana, 190; Ljudska univerza Sežana: Prosti čas. http://lu-sezana.si/prosti-cas/ (Dostop: december 2020).
Bolnišnica Sežana. https://www.bolnisnica-sezana.si/ (Dostop: december 2020).
Dom upokojencev Sežana. https://www.dus.si/ (Dostop: december 2020).
Skrinjar, Sežana, 251.
Prav tam, 270–272.

## Znamenitosti
V Sežani je zaradi njene bogate zgodovine veliko število znamenitosti.
- Živi muzej Krasa
- Jama Vilenica
- Botanični vrt Sežana
- Pepin kraški vrt
- Kosovelova spominska soba in domačija
- Kosovelova pot
- Kobilarna Lipica
- Vojaški muzej Tabor, Lokev
- Seznam osebnosti iz občine Sežana
- vila Scaramanga
- Pollayev stolp
- stari grad
- novi grad
- Kosovelova knjižnica
- mestna učna pot
- Cerkev svetega Martina

- Živi muzej Krasa
- Plesna dvorana v jami Vilenica
- Botanični vrt Sežana
- Pepin kraški vrt, Dutovlje
- Kosovelova domačija, Tomaj
- Kobilarna Lipica
- Vojaški muzej Tabor, Lokev

## Arhivsko gradivo
O občini Sežana hrani Pokrajinski arhiv Koper več fondov. Hrani arhiv Krajevne skupnosti Sežana (1962 – 1989), ta fond vsebuje dokumente o organiziranosti, referendumu KS Sežana, zapisnike vaških sestankov, proračun KS, najemne pogodbe gospodarskih organizacij itd.[40] Hranijo tudi dva fonda o občini Sežana. Prvi zajema leta 1894 – 1945 (takse, carina, sejmi, volitve, vojaški nabori, ljudsko štetje, stavbni načrti, vojne žrtve in vojna škoda, društva itd.),[41] drugi pa zajema leta 1923 – 1988 (ObLO, KLO, SO …).[42]
Hrani pa tudi fonde Občine Hrpelje - Kozina (1907-1946)[43], občine Dutovlje (1942 – 1946),[44] občina Povir (1900 – 1927),[45] občina Štorje (1892 – 1927),[46] občina Tomaj (1942 – 1946),[47] občina Lokev (1907 – 1943).[48] Te občine so bile del Sežanske, nekaj od teh krajev pa še vedno spada v občino Sežana.
[40] SI PAK KP 1014 Krajevna skupnost Sežana.
[41] SI PAK KP 637 Občina Sežana.
[42] SI PAK KP 637.1 Občina Sežana.
[43] SI PAK KP 3, Občina Hrpelje – Kozina.
[44] SI PAK KP 635, Občina Dutovlje.
[45] Si PAK KP 636, Občina Povir.
[46] SI PAK KP 638, Občina Štorje.
[47] SI PAK KP 639, Občina Tomaj.
[48] SI PAK KP 829, Občina Lokev.